# Abaris splendidula
Abaris splendidula là một loài bọ cánh cứng thuộc họ Bọ chân chạy. Loài này được tìm thấy ở Baja California cũng như Arizona và México. Chúng sống trong môi trường khô và mát mẻ.